# BMP (Pinerolo)
BMP is een Italiaans historisch merk van motorfietsen.
De bedrijfsnaam was: Soc. Brevetti Malasagna, Pinerolo.
Het was een Italiaans merk dat van 1920 tot 1925 240cc-eencilinder tweetakten met vier versnellingen maakte.